# Министерство цифровой трансформации Украины
Министерство цифровой трансформации Украины или Минцифра (укр. Міністерство цифрової трансформації України) — государственный орган исполнительной власти Украины, который ответственен за внедрение правительственной политики в сфере электронного управления, информатизации, развития информационного общества, формирование и использование национальных электронных информационных ресурсов, цифровизацию органов государственной власти.
Внедрение электронного управления — важная составляющая текущих реформ на Украине. Оно способно вывести взаимодействие государственных органов на новый уровень и минимизировать коррупцию. Своими целями оно ставит прозрачность, доступность услуг, минимальный контакт граждан с государственными чиновниками.
Создано Постановлением Кабинета Министров Украины от 2 сентября 2019 года путём реформирования Государственного агентства по вопросам электронного управления Украины.
Министерство является центральным удостоверяющим органом в сфере электронных доверительных услуг. Также в компетенцию Министерства относится развитие широкополосного доступа в интернет, телекоммуникационных сетей и ИТ-индустрии.
Министерство возглавляет Михаил Федоров — Вице-премьер-министр — Министр цифровой трансформации Украины.

## Задачи
В задачи Министерства входит формирование и реализация государственной политики:
- в сферах цифровизации, цифрового развития, цифровой экономики, цифровых инноваций, электронного управления и электронной демократии, развития информационного общества;
- в сфере развития цифровых навыков и цифровых прав граждан;
- в сферах открытых данных, развития национальных электронных информационных ресурсов и интероперабельности, развития инфраструктуры широкополосного доступа в Интернет и телекоммуникаций, электронной коммерции и бизнеса;
- в сфере предоставления электронных и административных услуг;
- в сферах электронных доверительных услуг электронной идентификации;
- в сфере развития ИТ-индустрии.

## Функции
В соответствии с возложенными на него задачами Министерство выполняет следующие функции:
- осуществляет меры по созданию и обеспечению функционирования системы электронного взаимодействия государственных электронных информационных ресурсов; системы электронного взаимодействия органов исполнительной власти; интегрированной системы электронной идентификации; единого веб-портала электронного управления; единого государственного веб-портала открытых данных; национального реестра электронных информационных ресурсов; единого государственного веб-портала электронных услуг;
- выполняет функции генерального государственного заказчика Национальной программы информатизации и других государственных программ цифровизации;
- обеспечивает методологическую, нормативно-правовую, информационную и организационную поддержку процессов формирования и выполнения Национальной программы информатизации; проведение экспертизы Национальной программы информатизации и отдельных ее задач (проектов);
- проводит цифровую экспертизу и готовит соответствующие выводы к проектам соответствующих актов Кабинета Министров Украины, министерств и других органов исполнительной власти;
- разрабатывает предложения по определению основных направлений развития системы предоставления электронных и административных услуг, осуществляет меры по ее реформирования;
- формирует и ведет Реестр административных услуг;
- координирует деятельность органов, образовавших центры предоставления административных услуг, по вопросам повышения уровня качества предоставления электронных и административных услуг, развития электронной информационной взаимодействия таких центров с субъектами предоставления административных услуг, расширения функций центров и перечня услуг, которые предоставляются через них;
- разрабатывает предложения по определению целей и задач государственной информационной политики, интеллектуальной собственности и путей ее реализации; установлению стандартов, норм, правил, порядков, классификаторов в сферах, относящихся к его компетенции; определению порядка функционирования официальных сайтов органов исполнительной власти, государственных информационно-аналитических систем, государственных информационных ресурсов, электронных реестров и баз данных;
- участвует в формировании государственной политики в сферах криптографической и технической защиты информации, киберзащиты, телекоммуникаций, пользования радиочастотным ресурсом Украины, почтовой связи специального назначения правительственного фельдъегерской связи, защиты государственных информационных ресурсов и информации, требование относительно защиты которой установлено законом, в информационных, телекоммуникационных и информационно-телекоммуникационных системах и на объектах информационной деятельности, а также в сферах использования государственных информационных ресурсов, защиты информации, противодействия техническим разведкам, функционирования, безопасности и развития государственной системы правительственной связи, Национальной системы конфиденциальной связи; внедрения концепции смарт-сити органами местного самоуправления; обеспечения развития виртуальных активов, блокчейна и токенизации, искусственного интеллекта; разработки норм, стандартов в сферах электронных доверительных услуг электронной идентификации;
- участвует в разработке предложений по государственной политики по вопросам государственного регулирования в сферах телекоммуникаций, пользования радиочастотным ресурсом, предоставления услуг почтовой связи; разработке и внедрении требований к форматам данных электронного документооборота в государственных органах; к функционированию электронного документооборота; к оформлению документов, организации документооборота, в частности электронного документооборота;
- способствует внедрению в государственных органах и органах местного самоуправления технологий цифровых преобразований;
- организует и координирует деятельность органов исполнительной власти, связанную с сотрудничеством с программой ЕС «Цифровой единый рынок», других международных программ цифрового сотрудничества;
- осуществляет мониторинг данных о совершении или попытки совершения несанкционированных действий в отношении государственных информационных ресурсов в информационно-телекоммуникационных системах, а также об их последствиях, информирует правоохранительные органы для принятия мер по предотвращению и пресечению преступлений в указанной сфере;
- координирует администрирования, функционирования и использования адресного пространства украинского сегмента сети Интернет;
- осуществляет полномочия в сферах электронных доверительных услуг, электронной идентификации, определенные законом;
- осуществляет иные полномочия, определенные законом.

## История создания министерства
С октября 2014 до сентября 2019 года функции внедрения политики правительства по электронному управлению, информатизации, развитию информационного общества, формированию и использованию национальных электронных информационных ресурсов, цифровизации органов государственной власти выполняло Государственное агентство по вопросам электронного управления Украины. В агентстве работало около 80 сотрудников.
2 сентября 2019 года агентство было реформировано в Министерство цифровой трансформации. Новый орган государственной власти планирует до 2024 года оцифровать все публичные государственные услуги, обучить около 6 млн человек цифровой грамотности и обеспечить 100 % покрытие высокоскоростным интернетом.
18 сентября 2019 Кабинет Министров Украины утвердил постановление о деятельности Министерства цифровой трансформации, которое также регламентирует его полномочия и сферу компетенции.
Внедрение электронного управления — одна из важнейших составляющих реформы государственного управления, которая длится на Украине. Именно е-правительство способно вывести взаимодействие государственных органов и населения на новый уровень и минимизировать коррупцию. Прозрачность, доступность, минимальный контакт обычного человека с чиновниками — основные преимущества электронных услуг и сервисов.

## Проекты министерства

### Дия

#### Мобильное приложение Дия

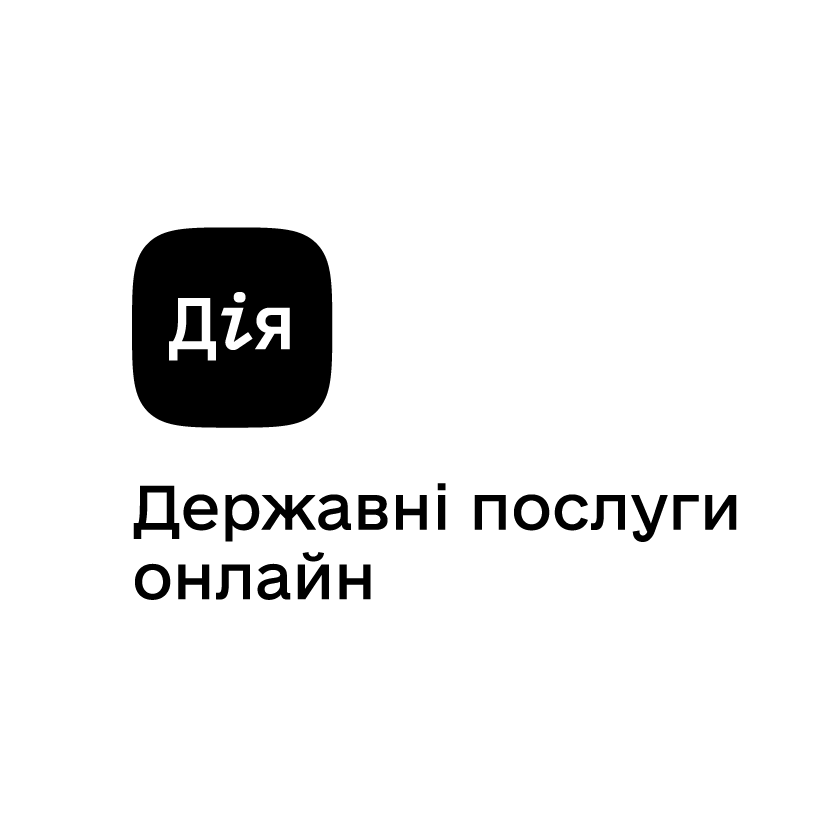
Логотип портала «Дия»

6 февраля 2020 состоялась официальная презентация мобильного приложения «Дия» (в переводе с укр. — «Действие», как сокращение "Держава і я", с укр. — "Государство и я"), которое будет включать весь функционал портала «Державні послуги онлайн» (diia.gov.ua) и позволит получить любую государственную услугу дистанционно. Приложение доступно для загрузки в Google Play и App Store. Уже доступны электронные водительские удостоверения, электронное свидетельство о регистрации транспортного средства, паспорт гражданина Украины (ID-карта), загранпаспорт, студенческий билет, свидетельство о рождении и регистрационный номер учётной карточки налогоплательщика (ранее идентификационный код или ИНН). Впоследствии будут добавлены другие услуги и цифровые документы.
Электронные водительские удостоверения и электронное свидетельство о регистрации транспортного средства является цифровой версией документов, а не альтернативными документом. Цифровое водительское удостоверение входит в перечень документов, удостоверяющих личность, поэтому его можно использовать в ситуациях, где требуется пластиковый оригинал. Юридическая сила прав определена Постановлением Кабинета Министров Украины № 956 от 23 октября 2019 года.

#### Портал государственных услуг Дия
Портал Дия — это единый государственный вебпортал электронных услуг. Держателем «Портала Дия» является Минцифра. Создание и внедрение портала происходит согласно утвержденному Минцифрою плана с учетом готовности программных и технических средств вебпортала. 
На портале можно получить справку онлайн, проверить реестры, открыть собственный бизнес. Цель — оцифровать 100% всех публичных услуг, предоставляемые государством.
Функции портала урегулированы постановлением КМУ «Вопросы Единого государственного вебпортала электронных услуг и Единого государственного портала административных услуг» и соответствующим Положением.
Единственный вебпортал государственных услуг «Дия» — это:
- возможность получения публичных услуг, представление обращений, жалоб, петиций граждан, осуществления электронной переписки с органами власти, проведение опросов и тому подобное;
- внедрение мобильного приложения «Дия»;
- пользования личным кабинетом и доступ к информации из реестров;
- создание современного реестра административных услуг;
- Портал стал доступен украинцам с 6 апреля. Первые услуги на портале связанные с ФЛП (открытие, внесение изменений и закрытие). Также доступны 27 услуг.

### Цифровое образование
21 января 2020 презентовали Национальную онлайн-платформу цифровой грамотности «Дія: Цифрова освіта». Образовательные сериалы с цифровой грамотности разработаны студией онлайн-образования EdEra при поддержке компаний: Google Украина, Microsoft Ukraine, Академия ДТЭК, Лаборатория инновационного развития ПРООН в Украине, CISCO, СFC Consulting, Освитория, Global Teacher Prize. Техническую поддержку съёмочного процесса обеспечили Huawei Ukraine и компания MOYO. Коммуникационную помощь оказал Quadrate 28. Онлайн-платформа разработана Vintage Web Production. Партнеры проекту: Украинская библиотечная ассоциация, Всеукраинский союз активного долголетия «ИТ-бабушки», U-LEAD с Европой.
Первое в истории Украины социологическое исследование цифровых навыков граждан проведено MLS Group.
Проект воплощён при поддержке швейцарско-украинской Программы EGAP, финансируемой Швейцарским агентством по развитию и сотрудничеству и реализуется Фондом Восточная Европа и Фондом Innovabridge.
Каждый украинец получает возможность и свободный доступ к знаниям с цифровой грамотности. Национальная онлайн платформа позволяет бесплатно пройти курсы пяти различных категорий:
- базовые курсы (системные базовые курсы, базовые курсы по конкретному инструментарию);
- базовые и продвинутые курсы по цифровой грамотности для людей разных специализаций (врачей, учителей, государственных служащих);
- курсы для предпринимателей и свитчеров (людей, ищущих новые профессии на пересечении с ИT);
- курсы новых цифровых профессий;
- лайфстайл-курсы.

Кроме этого, министерство налаживает сотрудничество с ЦНАП, библиотеками, частным сектором, школами и университетами. Планируется создание собственной сети офлайн-хабов, чтобы охватить программой как можно больше людей.

### BroadBand
Проект BroadBand создан, чтобы обеспечить 100 % покрытие населённых пунктов и их социальных объектов высокоскоростным интернетом и покрыть 95 % транспортной инфраструктуры мобильным интернетом.
На сайте broadband.gov.ua каждый может рассказать, есть ли у него интернет и с какой скоростью он работает. Скорость соединения определяется автоматически, достаточно лишь зайти на сайт и пройти спидтест со своего компьютера или смартфона. Это можно сделать как анонимно, так и оставив свои данные.
Сайт является прототипом будущей карты интернета Украины.
Минцифра обнаружит, соответствует ли скорость в существующих сетях указанным данным и насколько социальные объекты в регионах имеют доступ к интернету.
Карта покрытия поможет Министерству цифровой трансформации сосредоточить усилия и подсоединить каждый дом к общей сети. Для этого используются все данные официальной статистики, информация регулятора, профильных ассоциаций, технические данные.

### E-резидентство
Е-резидентство — статус, который будет предоставлен нерезидентам и который даст им возможность регистрации и ведения бизнеса в Украине онлайн без границ и без надобности выезжать из страны проживания. Внедрив его, Украина сможет привлекать инвестиции и международных предпринимателей к работе и уплате налогов в стране. Первой страной мира, которая позволила иностранным предпринимателям вести за собой бизнес без личного посещения страны, стала Эстония.
Статус Е-резидента открывает иностранцам доступ к информационно-консультационным сервисам, упрощает процедуры получения административных услуг и заключения гражданско-правовых сделок, а также предоставляет возможность дистанционно вести бизнес в Украине.
Команда министерства провела подробный анализ условий для ведения бизнеса в других странах мира, чтобы понять, для кого Украина может стать привлекательным бизнес-маршрутом в онлайне. Предварительно определили пять стран, являющихся основными поставщиками IT-услуг на аутсорс: Индия, Бангладеш, Пакистан, Китай, Филиппины.
Е-резидентам Украина будет предлагать:
- Привлекательные налоги и избежание двойного налогообложения
- Отсутствие бюрократических проволочек
- Простую и удобную платформу для ведения бизнеса с доступом ко всем необходимым услугам и возможностью осуществления сделок онлайн с применением безопасного ключа электронной подписи, сертифицированного на Украине
- Персональную консультационную поддержку
- Англоязычный сервис поддержки

Е-резидентство позволит Украине наполнять государственный бюджет за счёт налогообложения е-резидентов и оплаты услуги по предоставлению статуса е-резидентства и улучшит национальный имидж на международном рынке IT.

### еМалятко
Проект «єМалятко» позволяет получить 10 услуг при рождении ребёнка сразу в роддоме.
Среди них:
- Государственная регистрация рождения ребёнка
- Регистрации места проживания родившегося ребёнка
- Назначение пособия при рождении ребёнка
- Регистрация новорождённого ребёнка в электронной системе здравоохранения
- Регистрация новорождённого ребёнка в Государственном реестре физических лиц — плательщиков налогов
- Получение удостоверений родителей многодетной семьи и ребёнка из многодетной семьи
- Происхождение родившегося ребёнка, родители которого не состоят в браке между собой
- Определение принадлежности ребёнка к гражданству Украины
- Присвоение ребёнку уникального номера записи в Едином государственном демографическом реестре
- Назначение пособия многодетным семьям

В январе 2020 года услуга была запущена в Харькове в тестовом режиме. Первыми городами, которые протестируют услуги, стали: Харьков, Киев, Днепр, Одесса, Запорожье, Ровно, Кривой Рог, Львов, Луцк, Винница и Мариуполь.
«єМалятко» — уникальный проект не только на Украине, но и в мире. Например, в Сербии и Канаде с помощью такого проекта предоставляют 5 услуг, в Новой Зеландии только 3, а на Украине — 10.

### Идентификация погибших
Сотрудники министерства используют методы распознавания лиц для идентификации погибших российских военнослужащих. Снимки лиц погибших, тела которых хранятся в вагонах-рефрижераторах, оцифровываются, после чего проводится поиск совпадений по социальным сетям с использованием технологии американской компании Clearview AI. Методика позволяет также находить аккаунты погибших в социальных сетях. После идентификации трупов сотрудники министерства посылают извещение родственникам погибших в Россию. Точное количество опознанных не сообщается, однако по словам руководителя Министерства Михаила Фёдорова, процент идентификации «высокий».

## Руководство
- Вице-премьер — министр цифровой трансформации — Михаил Фёдоров.
- Первый заместитель министра — Алексей Выскуб.[7][8][9]
- Заместитель Министра цифровой трансформации по развитию публичных услуг — Людмила Рабчинская.
- Заместитель Министра цифровой трансформации по развитию цифровой инфраструктуры — Александр Шелест.[10]
- Заместитель Министра цифровой трансформации по вопросам евроинтеграции — Валерия Ионан.
- Заместитель Министра цифровой трансформации по вопросам развития IT — Александр Борняков.
- Государственный секретарь — Дмитрий Маковский.